# Sacha Boey
Sacha Gaston Boey (sinh ngày 13 tháng 9 năm 2000) là một cầu thủ bóng đá chuyên nghiệp người Pháp hiện đang thi đấu ở vị trí hậu vệ cánh phải cho câu lạc bộ FC Bayern Munich tại Bundesliga.

## Sự nghiệp câu lạc bộ

### Rennes
Boey ban đầu chơi ở Romainville, một thị trấn ngoại ô phía đông bắc Paris trước khi chuyển đến Red Star Paris ở Saint-Ouen-sur-Seine gần đó. Năm 2014, Boey chuyển đến trường bóng đá của Rennes ở vùng Bretagne và ra mắt Ligue 1 vào ngày 5 tháng 5 năm 2019, ngày thi đấu thứ 35, ở tuổi 18 trong trận hòa sân khách 2–2 gặp FC Toulouse khi vào sân thay người cho Hamari Traoré ở phút thứ 77. Trong mùa giải tiếp theo, anh chơi năm trận cho đến khi mùa giải này bị hủy vì đại dịch COVID-19. Anh cũng chơi một trận ở Siêu cúp, một trận ở Coupe de la Ligue và hai trận ở UEFA Europa League.

#### Cho mượn tại Dijon FCO
Boey gia nhập câu lạc bộ cùng giải vô địch quốc gia Dijon FCO dưới dạng cho mượn trong mùa giải 2020–21. Sau khi mùa giải này kết thúc, đội xuống Ligue 2.

### Galatasaray
Vào ngày 26 tháng 7 năm 2021, Boey gia nhập Galatasaray và ký hợp đồng có thời hạn đến cuối mùa giải 2024–25. Vào ngày 5 tháng 8, anh ghi bàn thắng trong trận ra mắt cho câu lạc bộ trong trận hòa 1–1 trước St Johnstone ở vòng loại thứ ba Europa League 2021–22.
Boey trở thành nhà vô địch Süper Lig trong mùa giải 2022–23 cùng với Galatasaray sau khi đánh bại Ankaragücü với tỷ số 4–1 trên sân khách vào ngày 30 tháng 5 năm 2023. Galatasaray chính thức giành được chức vô địch thứ 23 trong lịch sử hai tuần trước khi giải vô địch quốc gia kết thúc. Anh ghi bàn thắng đầu tiên tại Champions League cho câu lạc bộ trong trận hòa 2–2 trước Copenhagen vào ngày 20 tháng 9 năm 2023.

### Bayern Munich
Vào ngày 28 tháng 1 năm 2024, Boey gia nhập câu lạc bộ Bundesliga Bayern Munich và ký hợp đồng có thời hạn đến ngày 30 tháng 6 năm 2028. Vụ chuyển nhượng này trị giá khoảng 30 triệu euro cộng thêm 5 triệu euro phụ phí. Vào ngày 3 tháng 2, anh có trận ra mắt cho Bayern Munich khi vào sân từ băng ghế dự bị để thay thế Noussair Mazraoui trong chiến thắng 3–1 trước Borussia Mönchengladbach.

## Sự nghiệp quốc tế
Sinh ra ở Pháp, Boey là người gốc Cameroon và do vậy đủ điều kiện thi đấu cho cả hai quốc gia. Anh từng thi đấu cho các đội U-17 Pháp, U-18 Pháp và U-20 Pháp.
Boey ban đầu được chọn vào đội tuyển quốc gia Cameroon để tham dự Cúp bóng đá châu Phi 2021 nhưng bị loại khỏi đội hình cuối cùng. Vào tháng 3 năm 2022, Boey được đưa vào đội hình ban đầu của Cameroon cho trận đấu vòng loại FIFA World Cup 2022 gặp Algérie nhưng một lần nữa bị loại khỏi đội hình.
Huấn luyện viên đội tuyển quốc gia Cameroon Rigobert Song tuyên bố vào tháng 9 năm 2022 rằng Cameroon đã liên hệ với Boey, nhưng đội tuyển quốc gia Cameroon sẽ không "đợi đợi mỗi ngày" để anh đưa ra quyết định về tương lai thi đấu quốc tế của mình.
Vào ngày 31 tháng 5 năm 2023, Boey được chọn vào đội tuyển U-21 quốc gia Pháp để tham dự giải vô địch U-21 châu Âu. Vào ngày 14 tháng 6 năm 2023, anh bị loại khỏi đội U-21 và được thay thế bởi Valentin Gendrey do chấn thương mắt cá chân.

## Thống kê sự nghiệp
Tính đến 3 tháng 2 năm 2024
| Câu lạc bộ          | Mùa giải            | Giải vô địch        | Giải vô địch | Giải vô địch | Cúp quốc gia | Cúp quốc gia | Cúp Liên đoàn | Cúp Liên đoàn | Châu lục | Châu lục | Khác | Khác | Tổng cộng | Tổng cộng |
| Câu lạc bộ          | Mùa giải            | Hạng đấu            | Trận         | Bàn          | Trận         | Bàn          | Trận          | Bàn           | Trận     | Bàn      | Trận | Bàn  | Trận      | Bàn       |
| ------------------- | ------------------- | ------------------- | ------------ | ------------ | ------------ | ------------ | ------------- | ------------- | -------- | -------- | ---- | ---- | --------- | --------- |
| Rennes              | 2018–19             | Ligue 1             | 1            | 0            | 0            | 0            | 0             | 0             | —        | —        | —    | —    | 1         | 0         |
| Rennes              | 2019–20             | Ligue 1             | 5            | 0            | 0            | 0            | 1             | 0             | 2        | 0        | 1    | 0    | 9         | 0         |
| Rennes              | 2020–21             | Ligue 1             | 2            | 0            | 0            | 0            | —             | —             | 0        | 0        | —    | —    | 2         | 0         |
| Rennes              | Tổng cộng           | Tổng cộng           | 8            | 0            | 0            | 0            | 1             | 0             | 2        | 0        | 1    | 0    | 12        | 0         |
| Dijon (mượn)        | 2020–21             | Ligue 1             | 24           | 0            | 0            | 0            | —             | —             | —        | —        | —    | —    | 24        | 0         |
| Galatasaray         | 2021–22             | Süper Lig           | 13           | 0            | 0            | 0            | —             | —             | 6        | 1        | —    | —    | 19        | 1         |
| Galatasaray         | 2022–23             | Süper Lig           | 31           | 1            | 2            | 0            | —             | —             | —        | —        | —    | —    | 33        | 1         |
| Galatasaray         | 2023–24             | Süper Lig           | 19           | 1            | 0            | 0            | —             | —             | 12       | 1        | 0    | 0    | 31        | 2         |
| Galatasaray         | Tổng cộng           | Tổng cộng           | 63           | 2            | 2            | 0            | —             | —             | 18       | 2        | 0    | 0    | 83        | 4         |
| Bayern Munich       | 2023–24             | Bundesliga          | 1            | 0            | –            | –            | —             | —             | 0        | 0        | —    | —    | 1         | 0         |
| Tổng cộng sự nghiệp | Tổng cộng sự nghiệp | Tổng cộng sự nghiệp | 96           | 2            | 2            | 0            | 1             | 0             | 20       | 2        | 1    | 0    | 120       | 4         |

1. ↑  Bao gồm Cúp bóng đá Thổ Nhĩ Kỳ
2. ↑  Bao gồm Coupe de la Ligue
3. 1 2  Ra sân tại UEFA Europa League
4. ↑  Ra sân tại Trophée des Champions
5. ↑  Ra sân tại UEFA Champions League

## Danh hiệu
Galatasaray
- Süper Lig: 2022–23[6]

Bayern Munich
- Bundesliga: 2024–25[17]
- Franz Beckenbauer Supercup: 2025[18]